# Бор (Пашское сельское поселение)
Бор — деревня в Пашском сельском поселении Волховского района Ленинградской области.

## История
На карте Санкт-Петербургской губернии Ф. Ф. Шуберта 1834 года на месте современной деревни обозначена усадьба генерал-майора Помещика Мерлина.
Согласно епархиальным сведениям 1899 года деревня Бор относилась к приходу Крестовоздвиженской церкви Шижнемского погоста в селе Часовенское.
В конце XIX — начале XX века усадьба административно относилась к Николаевщинской волости 3-го стана Новоладожского уезда Санкт-Петербургской губернии.
По данным «Памятной книжки Санкт-Петербургской губернии» за 1905 год деревня Бор входила в состав Часовенского сельского общества.
Согласно военно-топографической карте Петроградской и Новгородской губерний издания 1912 года близ деревни Бор находилась мыза Мерлина.
С 1917 по 1923 год деревня Царевщина входила в состав Часовенского сельсовета Николаевщинской волости Новоладожского уезда.
С 1923 года в составе Пашской волости Волховского уезда.
С 1927 года в составе Пашского района.
Согласно карте Ленинградской области Северо-западного аэрогеодезического треста ГГУ издания 1932 года деревня насчитывала 3 крестьянских двора.
По данным 1933 года деревня Бор входила в состав Часовенского сельсовета Пашского района Ленинградской области.
С января 1939 года деревня Царевщина учитывается областными административными данными как деревня Бор.

Деревня Бор на карте 1940 года

На карте РККА 1940 года деревня обозначена, но не подписана.
С 1955 года в составе Новоладожского района.
В 1961 году население деревни Бор составляло 111 человек.
С 1963 года в составе Волховского района.
По данным 1966, 1973 и 1990 годов деревня Бор также входила в состав Часовенского сельсовета Волховского района.
В 1997 году в деревне Бор Часовенской волости проживали 34 человека, в 2002 году — 45 человек (русские — 96 %).
В 2007 году в деревне Бор Пашского СП — 24, в 2010 году — 18 человек.

## География
Деревня расположена в северо-восточной части района на автодороге 41К-370 (Часовенское — Кондега).
Расстояние до административного центра поселения — 28 км. Расстояние до районного центра — 98 км.
Расстояние до ближайшей железнодорожной станции Паша — 29 км.
Деревня находится на правом берегу реки Паша, в месте впадения в неё реки Кондеги.

## Демография
| 1997 | 2002 | 2007 | 2010 | 2012 | 2017 |
| ---- | ---- | ---- | ---- | ---- | ---- |
| 34   | ↗45  | ↘24  | ↘18  | ↘17  | ↘13  |

### Национальный состав
Согласно данным Всероссийской переписи населения 2021 года в деревне проживали 13 человек, из них:
 русские — 12 человек, один человек национальность не указал.